# Ephraim Moses Lilien
Ephraim Moses Lilien (Drohobycz,1874-Badenweiler, 1925) fue un fotógrafo y artista gráfico e ilustrador versado en el estilo modernista, destacándose particularmente por cultivar las temáticas judía y sionista.

## Vida, producción artística y legado
Nacido en la región de Galitzia, Lilien estudió pintura y técnicas gráficas en la Academia de Bellas Artes de Cracovia y también en la Academia de Viena (1890-1892). Se lo conoce como el artista judío más estrechamente ligado al modernismo en Alemania. Tal corriente artística emergió de la Secesión Europea a fines del siglo XIX y continuó floreciendo hasta las postrimerías de la Primera Guerra Mundial.
Entre 1895 y 1898, Lilien vivió en Múnich, donde realizó ilustraciones para el periódico Die Jugend. Fue el título de dicho periódico el que le dio su nombre al movimiento modernista alemán, que en lengua teutona se conoce como Jugendstil.
En 1900, Lilien presenta su obra individualmente en exposición que tiene lugar en el Kunsthalle Bayer en Leipzig.
En lo que respecta a afinidades con la obra de otros artistas, M.S. Levussove recuerda que la obra de Lilien ha sido asociada con aquella de Aubrey Beardsley y, si bien existen evidentes puntos en común en el plano técnico, Levussove no duda por otra parte en afirmar que si el trabajo de Beardsley es "brillante", lo es con "la fosforescente luz de la decadencia"; en tanto que "Lilien brilla con la luz de un pueblo rejuvenecido y que crece."
Como parte del movimiento modernista, Lilien produjo gran cantidad de ilustraciones para periódicos y revistas, ex libris y afiches. Los libros que ilustró incluyen Judá (1900), volumen de poesía con temática bíblica escrita por su amigo cristiano Börries Freiherr von Münchausen; Canciones del gueto (Lieder des Ghetto, 1903), libro con poemas en yidis de Morris Rosenfeld traducidos al alemán; y los tres volúmenes de Los Libros de la Biblia (Die Bücher der Bibel, 1908).
Particularmente en Judá, algunas de las composiciones de Lilien son osadas, sensuales y sugestivas; en su momento, esas y otras imágenes por Lilien conmocionaron y deleitaron a los lectores, asegurando su fama ya en 1906. Sus ilustraciones para Los Libros de la Biblia fueron muy apreciadas.

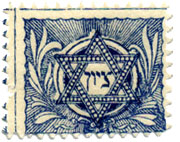
Ephraim Moses Lilien, Estampilla para el Keren Kayemet (Fondo Nacional Judío), Viena, 1901-2. Su configuración simbólica presenta una estrella de David que contiene la palabra Sion en caracteres hebreos.

La obra de Lilien con frecuencia recrea y revitaliza la imaginería judaica a partir del estilo modernista, dando lugar a imágenes sutiles y refinadas. Ejemplo de ello es su obra titulada La reina del Sabbath.
Desde los comienzos de su labor, Lilien se interesó por el simbolismo y también por el orientalismo, cuyas características son detectables en su obra. Sin embargo, la característica más importante y determinante en la obra de Lilien es aquello que Levussove denomina su "naturaleza hebraica".
Como artista, Lilien gozó de gran popularidad en su tiempo. Frecuentemente, es también recordado como "el primer artista sionista". Lilien fue uno de los artistas judíos más significativos e influyentes del siglo XX, siendo además miembro y fundador de la Academia de Arte y Diseño "Bezalel" en Jerusalén. En dicha institución trabajó como docente en 1906.
Acerca de la transformación en la identidad hebrea en tiempos del modernismo y sobre la importante contribución de Lilien al respecto, escribe Levussove en 1906:

De todos los fenómenos psicológicos de la historia, acaso el más notable pueda encontrarse en el intenso renacimiento nacional experimentado [...] por un antiguo pueblo: los judíos. Por siglos sin hogar y dispersos, en muchos países confinados en guetos, sin libertad de expresión, ocupación o pensamiento, se podría haber esperado de ellos la pérdida de todo espíritu nacional. [...] Y, no obstante, el alma judía, lejos de haberse extinguido, se está actualmente despertando en una [...] nueva actividad y [...] esfuerzo creativo. No sólo sus recientes trabajos han hecho avanzar al movimiento político sionista, sino también considerable cantidad de literatura, teatro y arte. Al levantarse, el sol de Sion arroja su luz sobre todo lo judío, y dicha luz es reflejada en los miles de trabajos de los más jóvenes intelectuales judíos. [...] Lilien es uno de ellos [... y] ha emitido un mensaje nacional a través de la forma plástica. [...] Expresa sufrimiento nacional y esperanzas nacionales.

Miembro del movimiento sionista, Lilien emprendió numerosos viajes a la Tierra Santa y el Oriente Próximo, especialmente entre 1906 y 1918.  Estando allí produjo una importante serie de fotografías y grabados que le permitieron retratar tanto a  judíos como a árabes en sus atuendos tradicionales. Algunas de esas fotografías constituyen valiosos referentes para describir la Tierra Santa en épocas del dominio otomano. 
Su obra fue exhibida en la Galería Sydney Phillips de Nueva York en 1923. Lilien murió en Badenweiler en 1925. 
En 1943, el Keren Kayemet, también conocido como Fondo Nacional Hebreo, imprimió varias estampillas en las que figuran trabajos gráficos de Lilien. El Estado de Israel también incluyó su imaginería en estampillas oficiales de ese país (1951, 1977 y 1982). Peter Jacob Maltz tiene la obra de Lilien como importante referente y fuente de inspiración en su quehacer artístico. En la ciudad de Jerusalén, una calle del barrio de Nayot lleva su nombre; en Tel Aviv también existe una calle dedicada a Lilien y se encuentra al noreste de la plaza Itzak Rabin.

## Galería

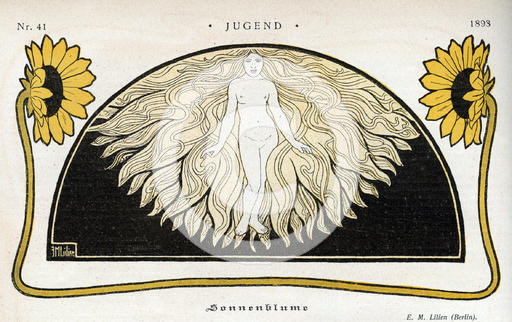
"Girasol" (Sonnenblume), Jugend, Berlín, 1893
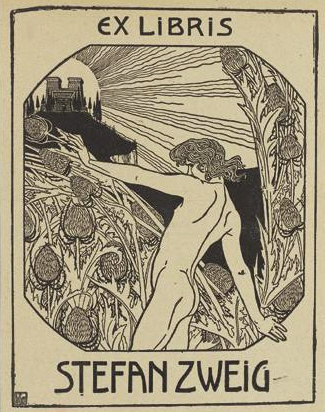
Ex libris de Stefan Zweig c. 1900
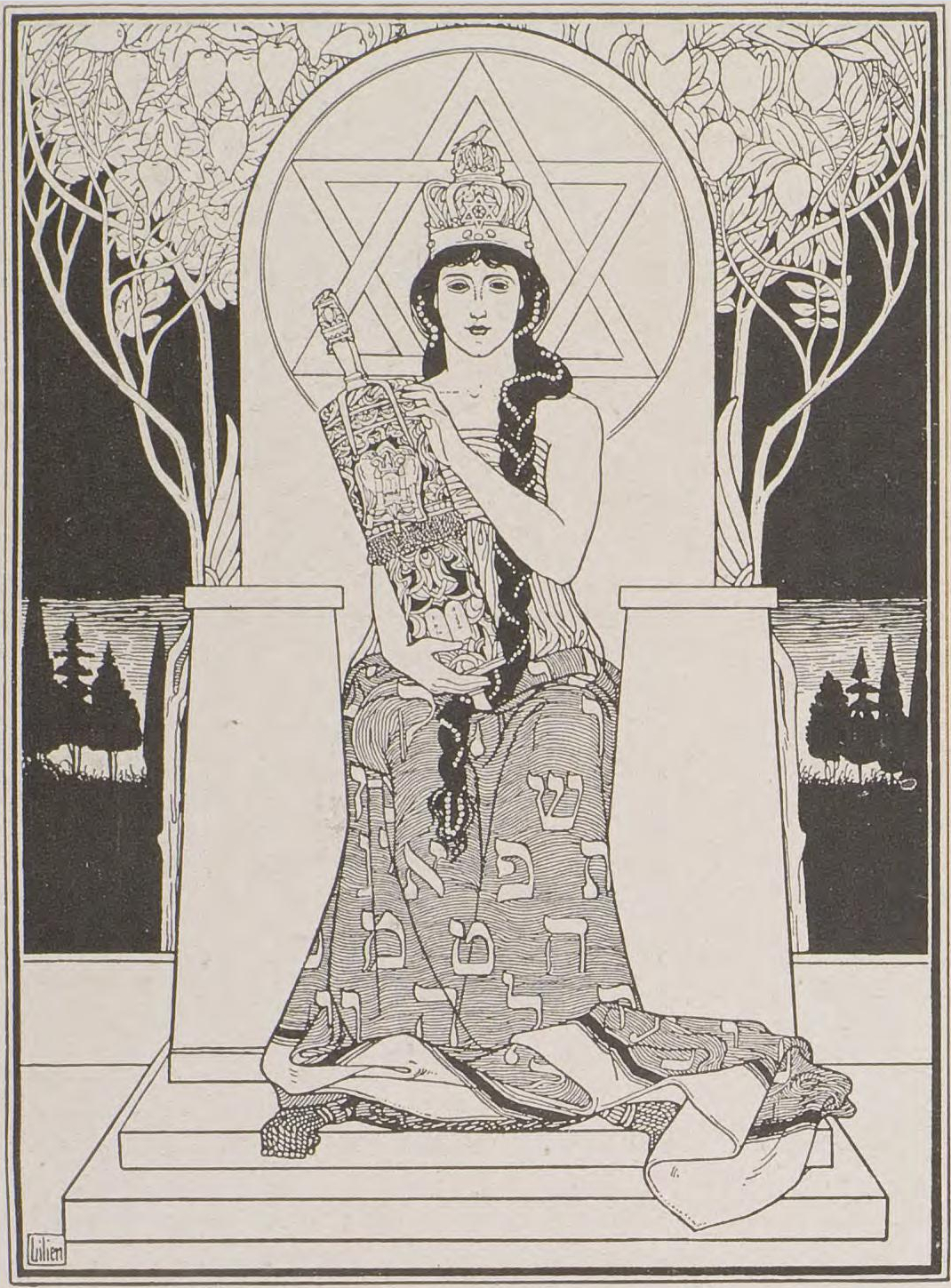
La reina del Shabat, símbolo de Israel y la fe hebraica, ilustración para Judá, libro de poesías sobre temas bíblicos por Börries von Münchhausen, Berlín, 1900-1.
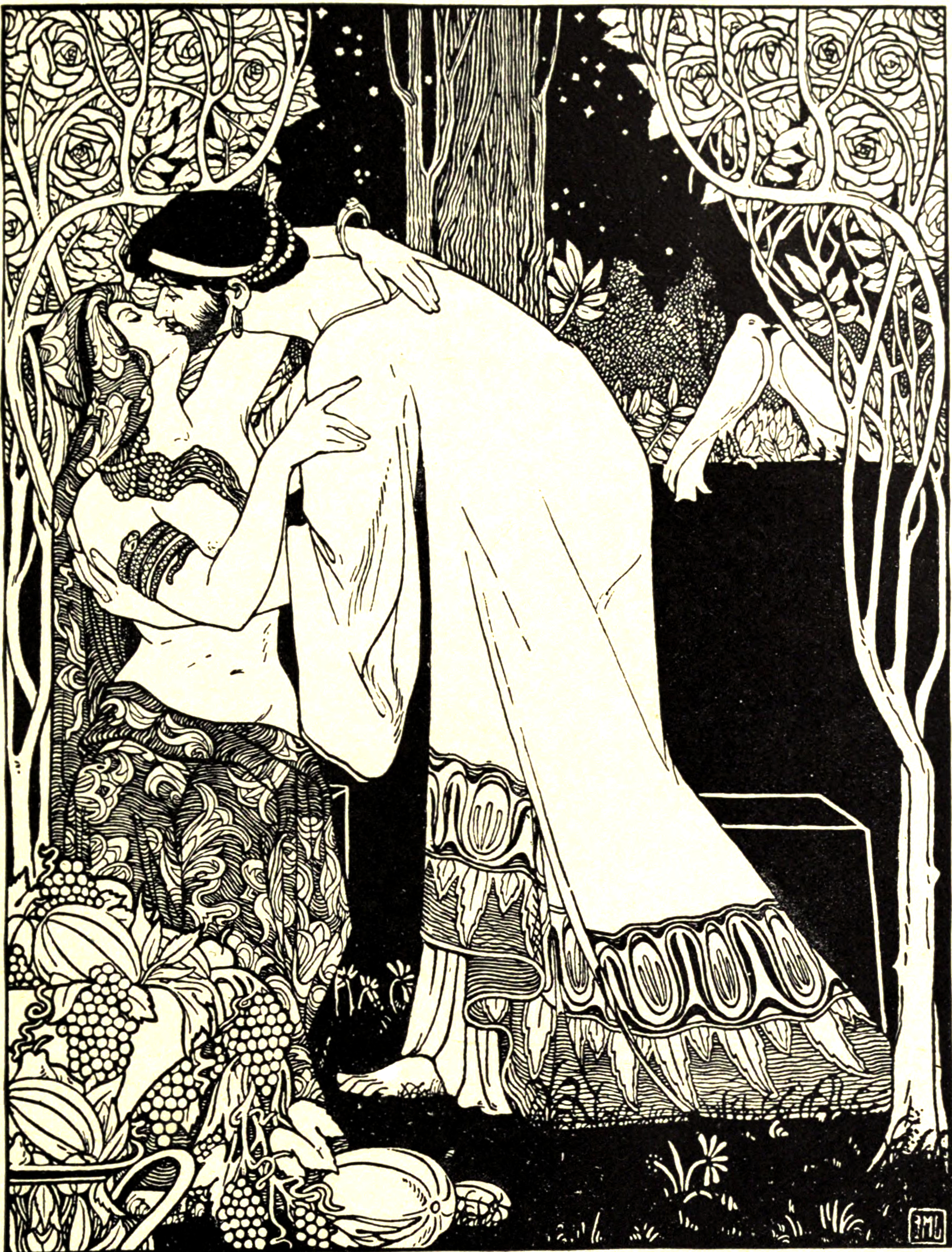
Cantar de los Cantares, ilustración para Judá, 1900-1.
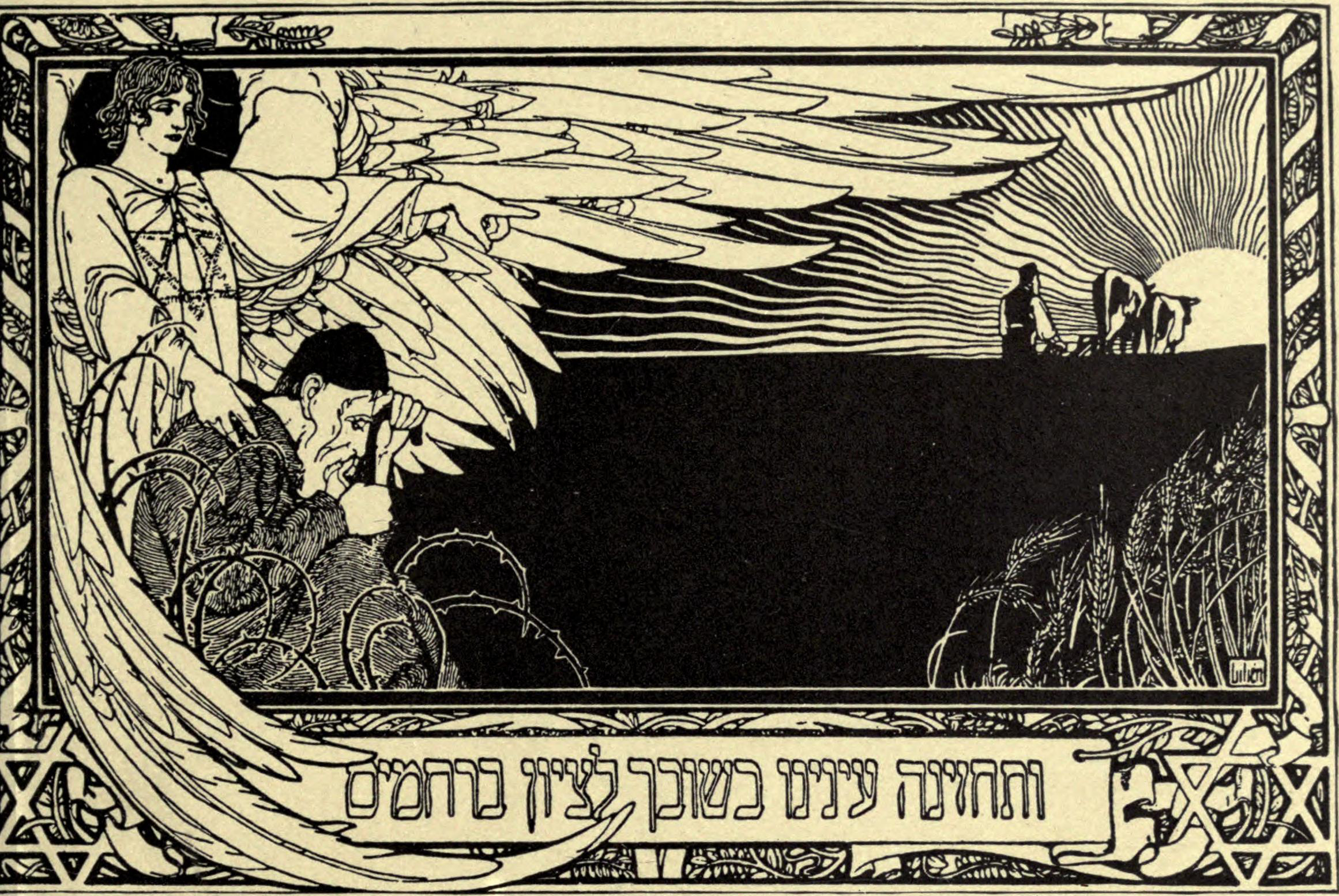
Y nuestros ojos verán con piedad tu retorno a Sion.[27] Estampa para el Quinto Congreso Sionista, Basilea, diciembre de 1901.
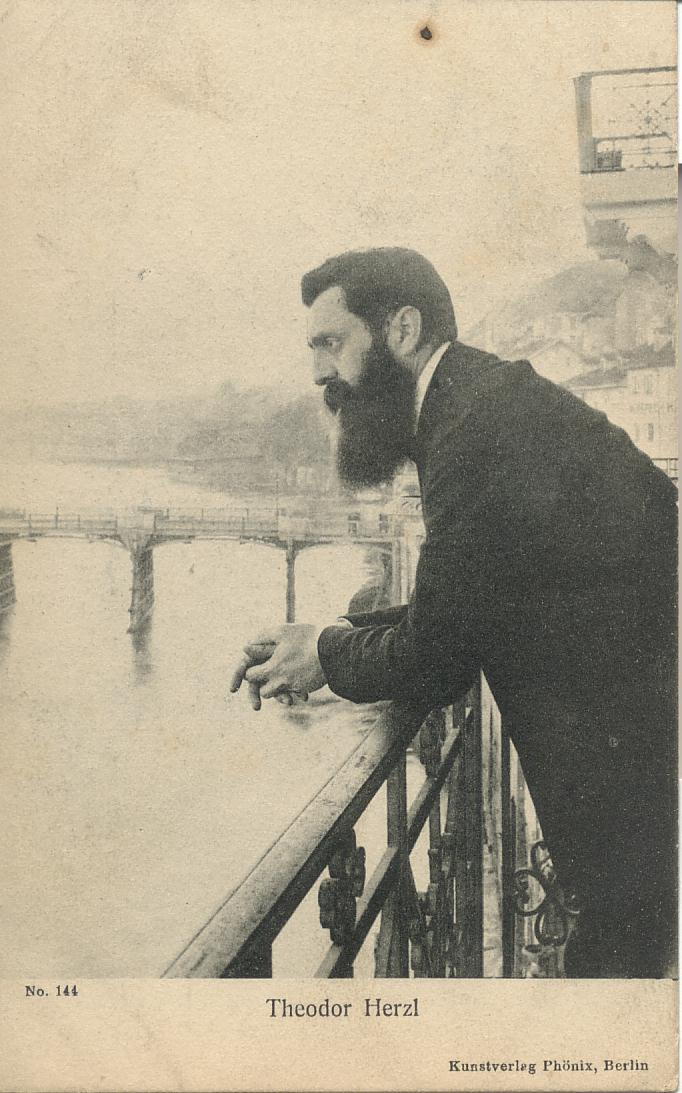
Herzl en Basilea, 1901. Tarjeta postal con la más célebre de las fotografías realizadas por Lilien.
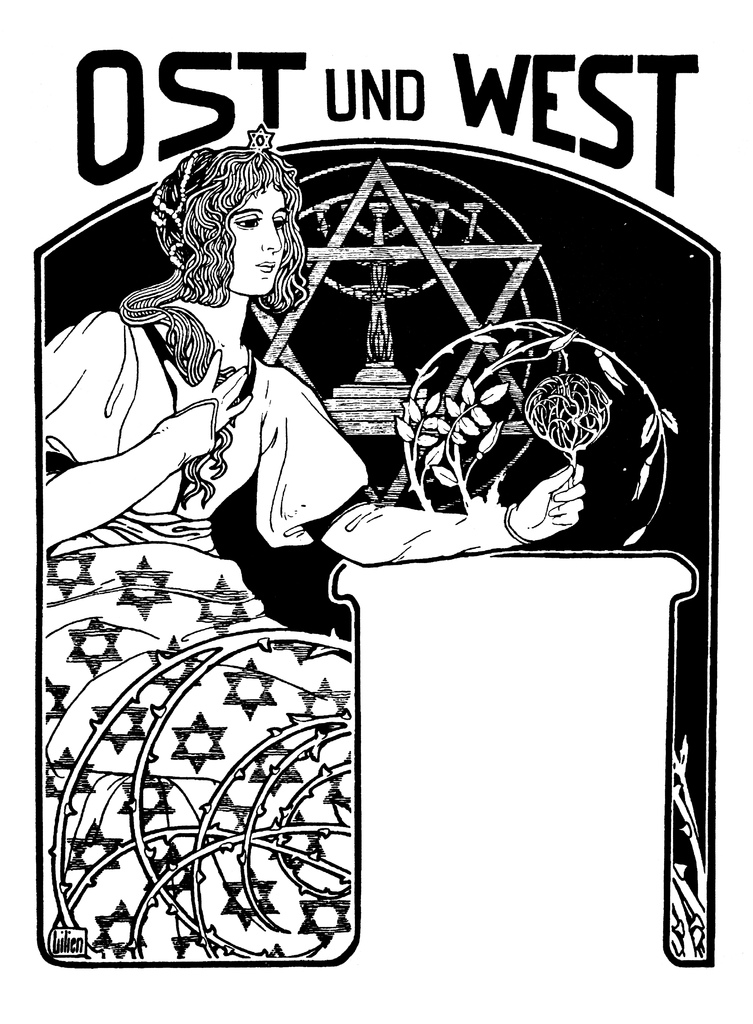
Ilustración para la revista Oeste y Este (Ost und West), 1903
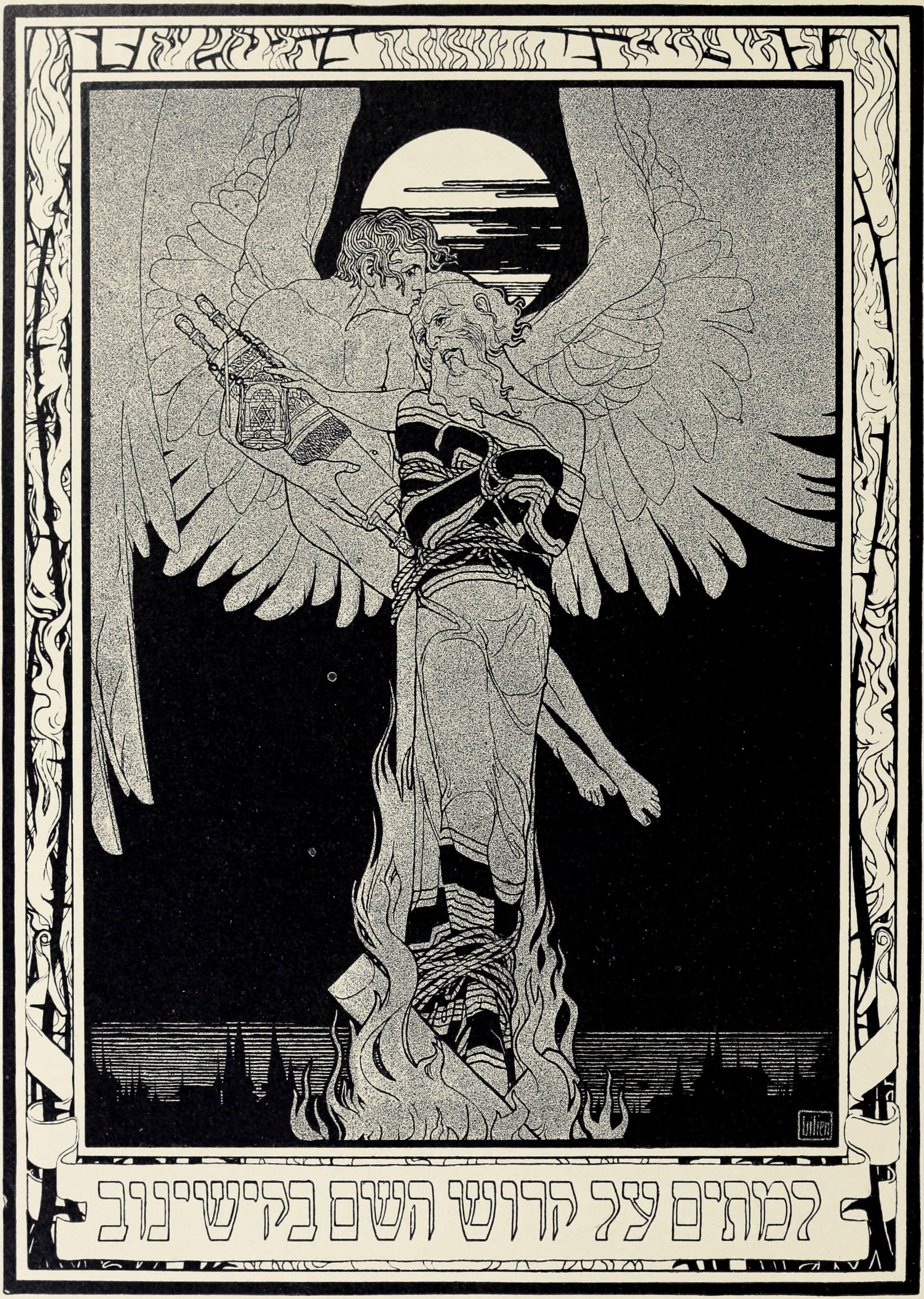
A quienes murieron santificando el Nombre [de Dios] en Kishinev, estampa en memoria de los mártires del pogromo de Kishinev (Chisináu), 1903.
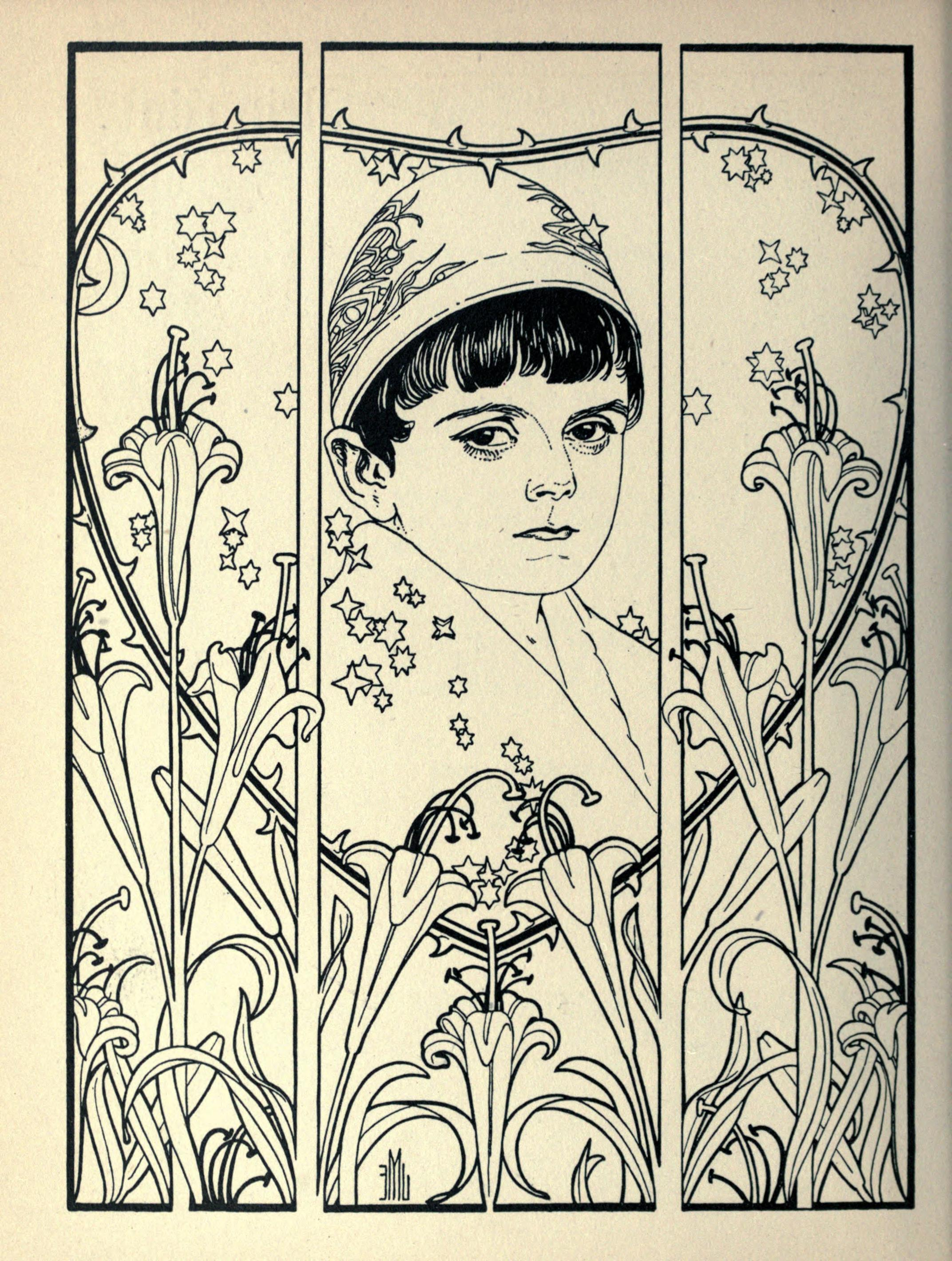
Niño hebreo con kipá, ilustración para los Canciones del gueto (Lieder des Ghetto), libro de Morris Rosenfeld, 1903
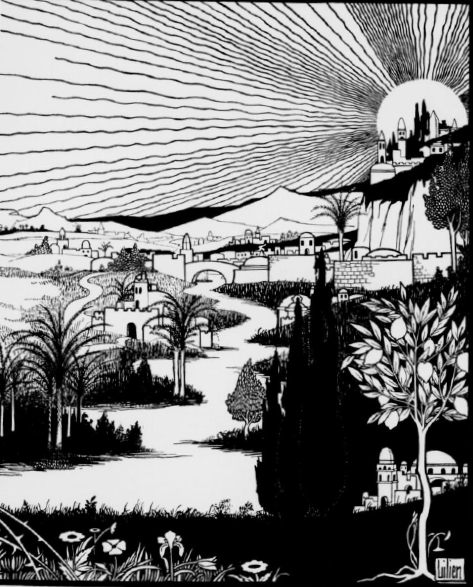
"Sion", Canciones del gueto, 1903
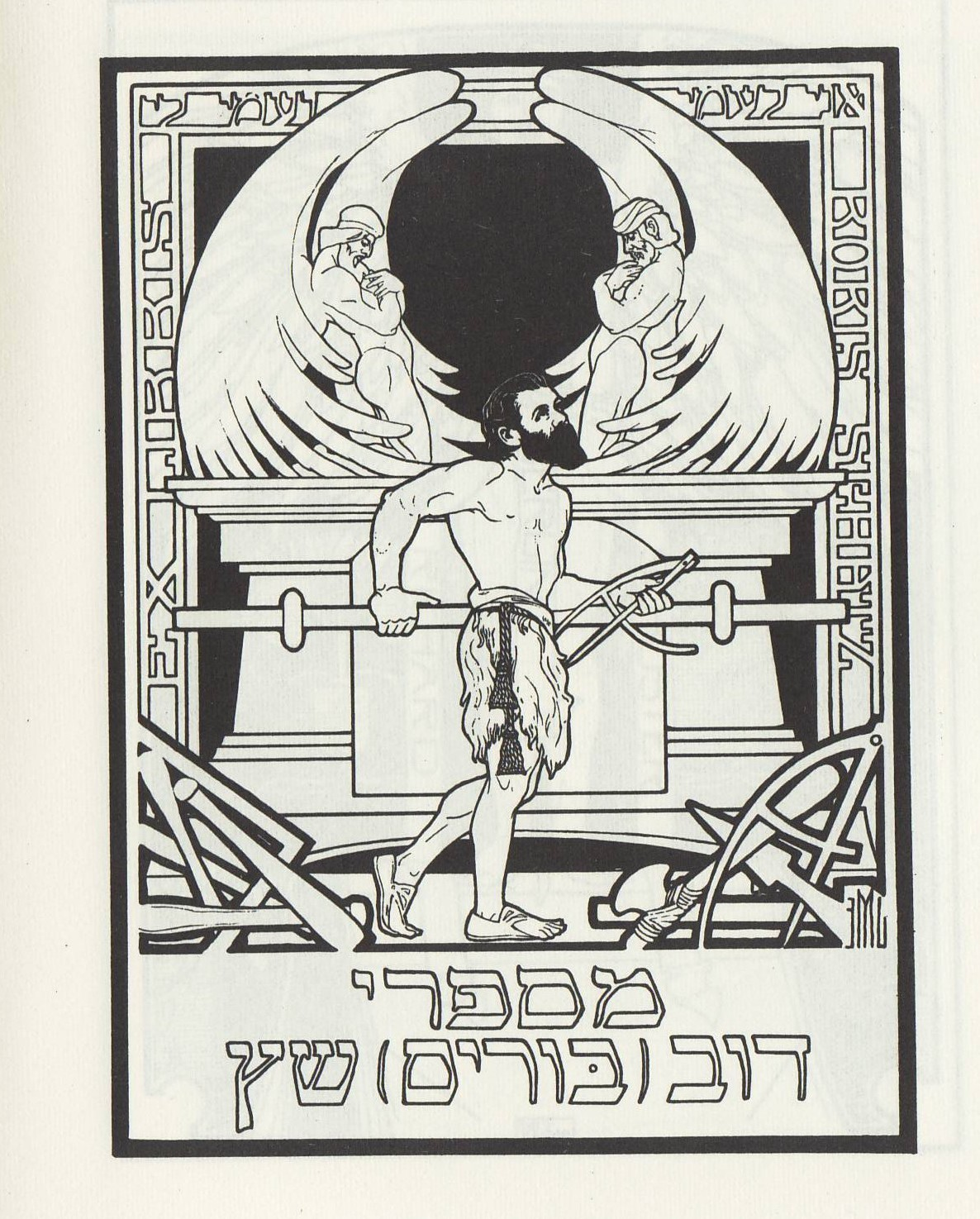
Ex libris de Boris Schatz, 1905. La imagen presenta el Arca de la Alianza junto a Bezalel, quien —según la Biblia— la ejecutó y se convirtió así en el primer artista hebreo de la historia.
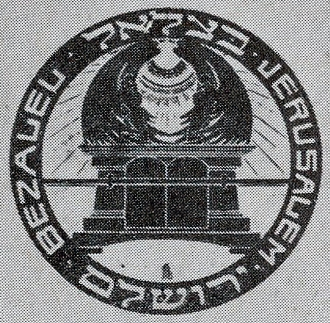
Emblema de la Academia Bezalel de Jerusalén, con el Arca de la Alianza presentando los dos querubines, 1906
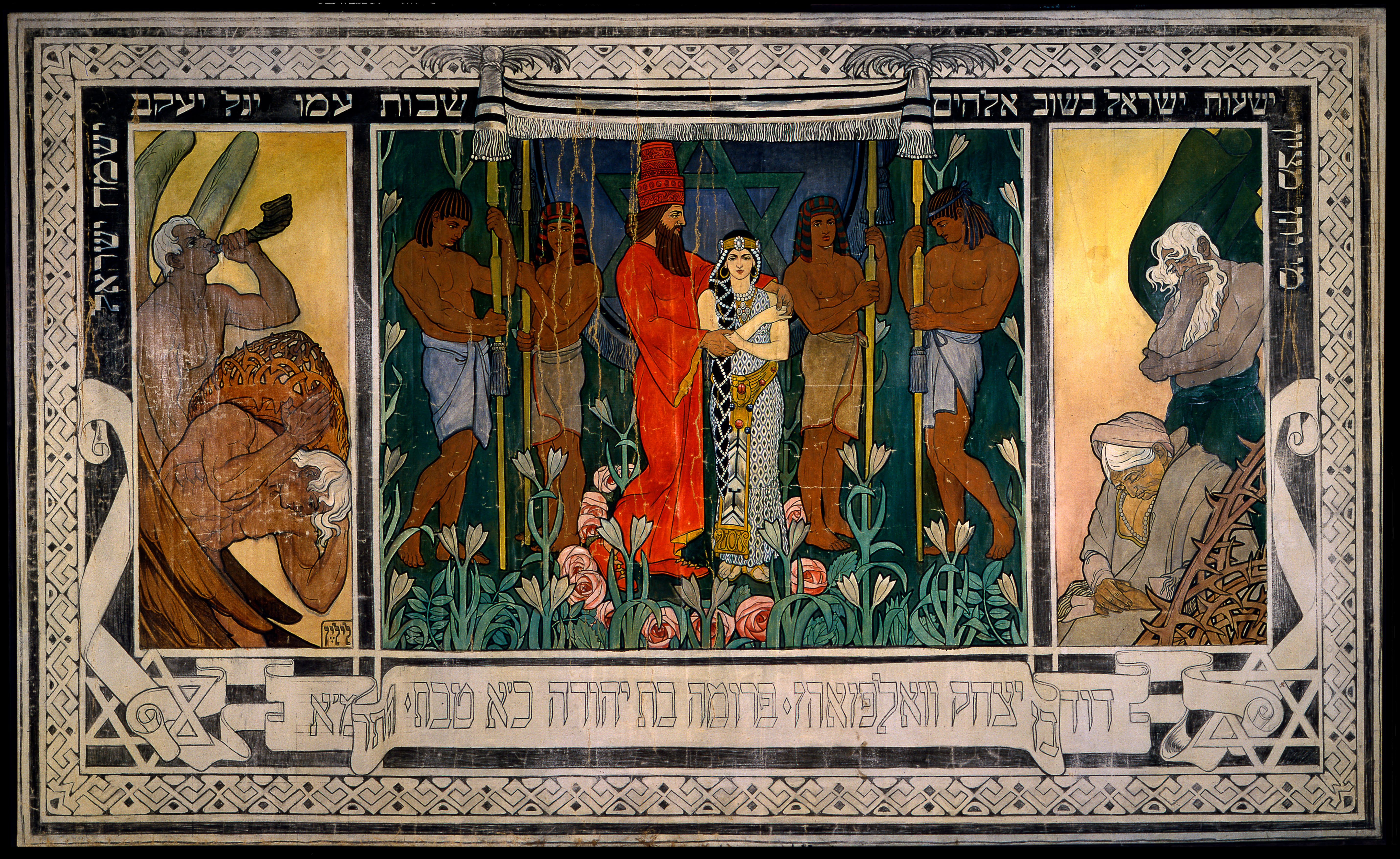
Boda alegórica: Salomón y Saba o Exilio, Enlace y Redención, óleo, 1906. Museo de Israel, Jerusalén
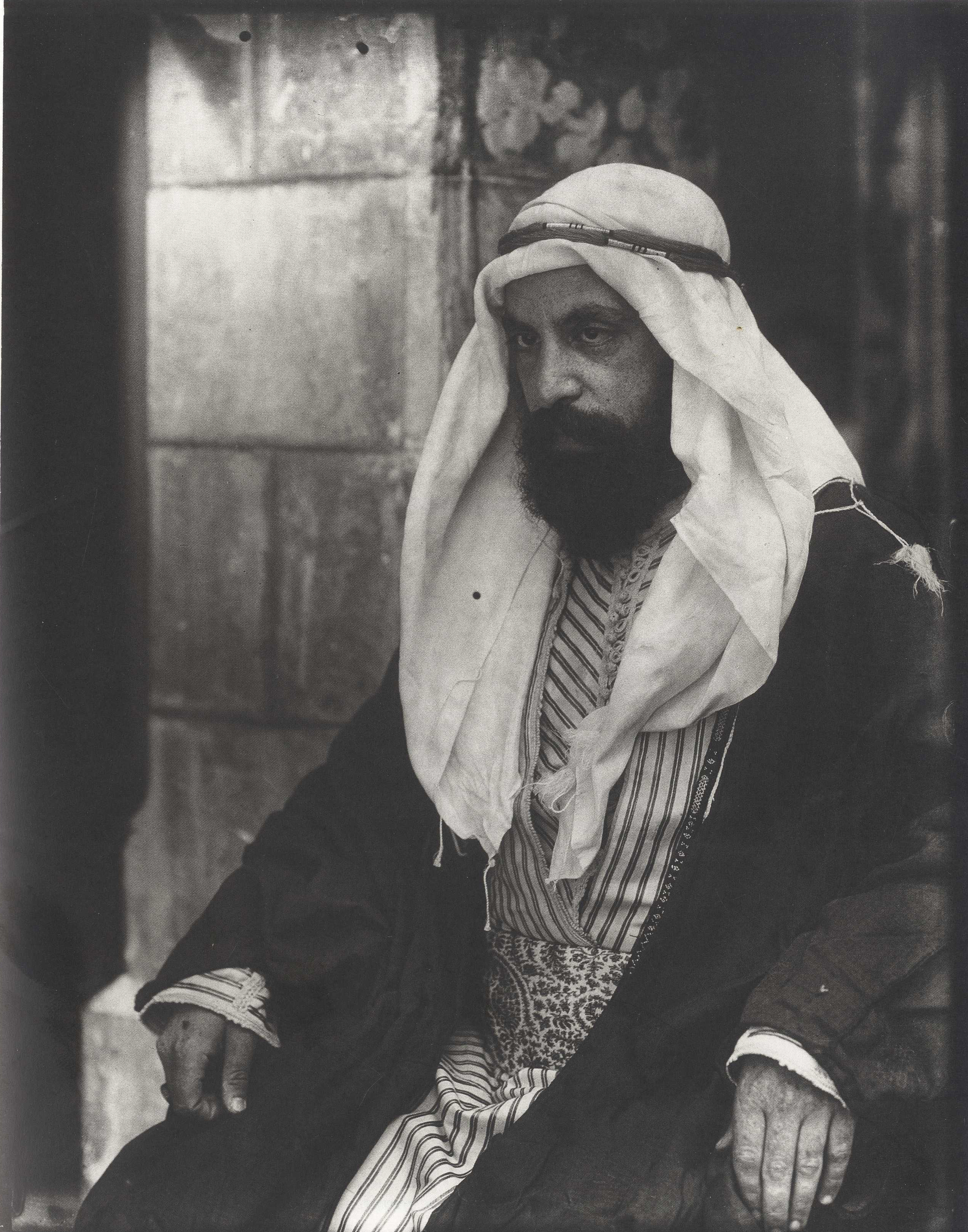
Retrato, fotografía, 1906
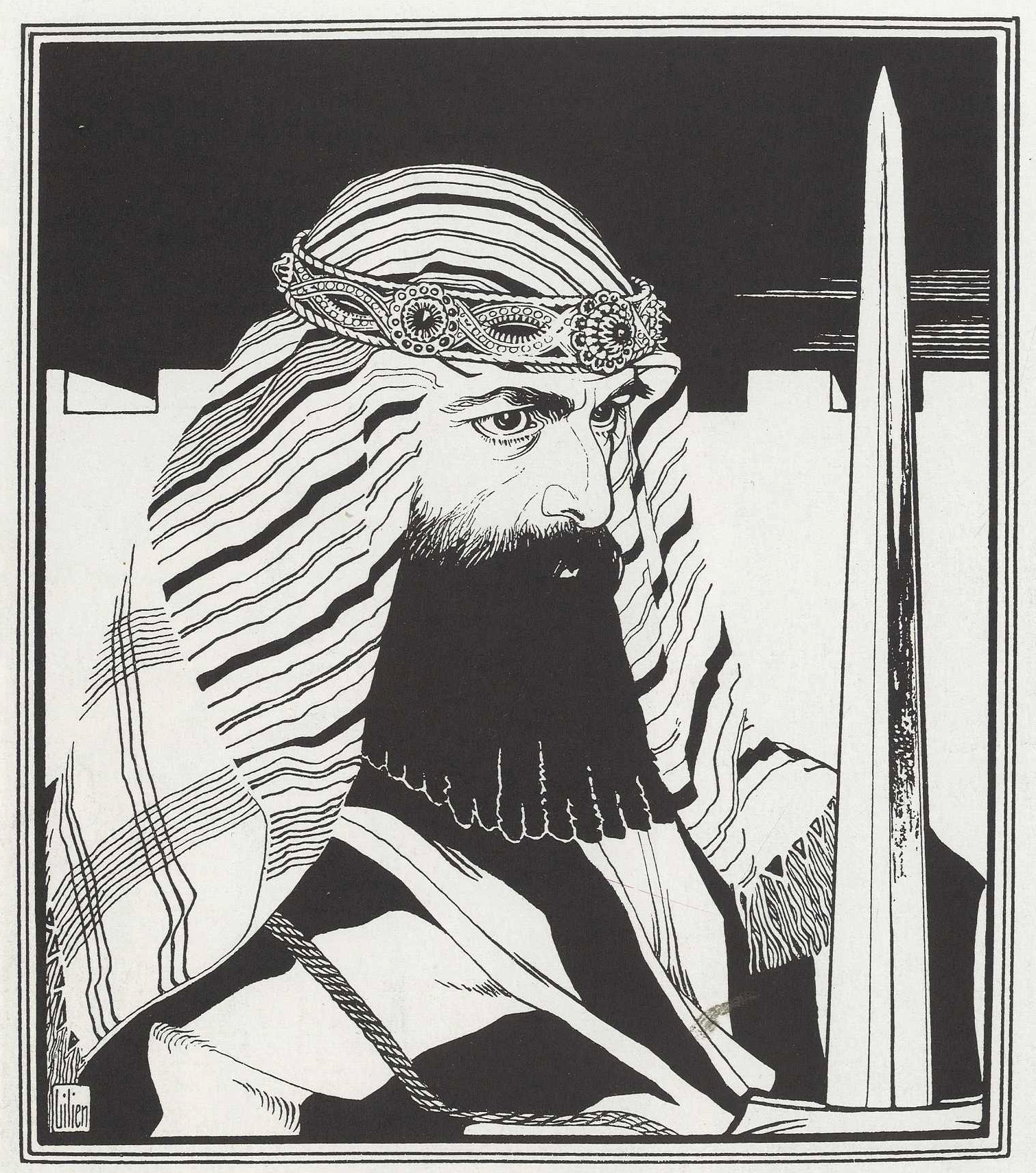
Josué, 1908
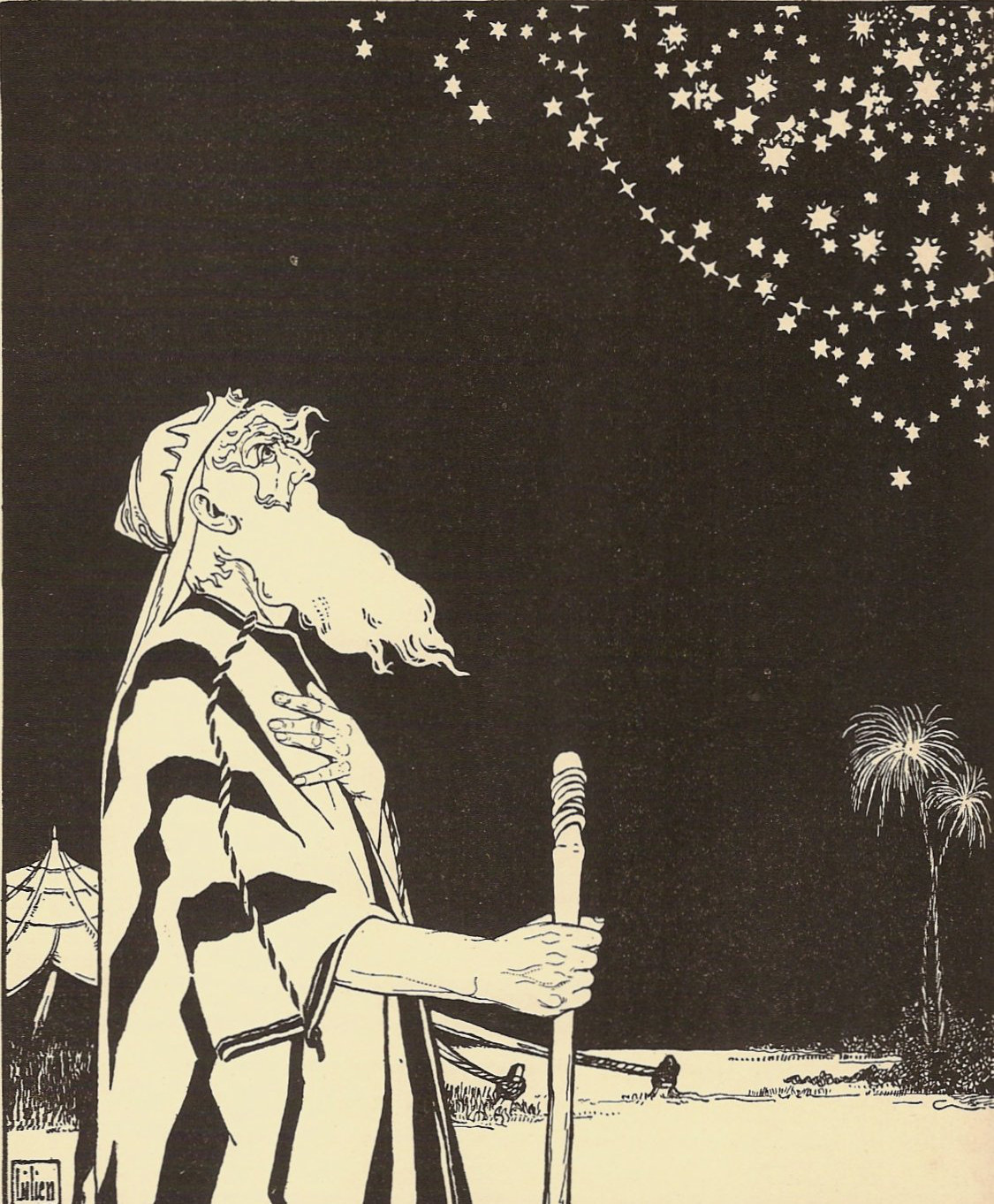
Abraham contempla las estrellas, 1908. Edición alemana de Los Libros de la Biblia.
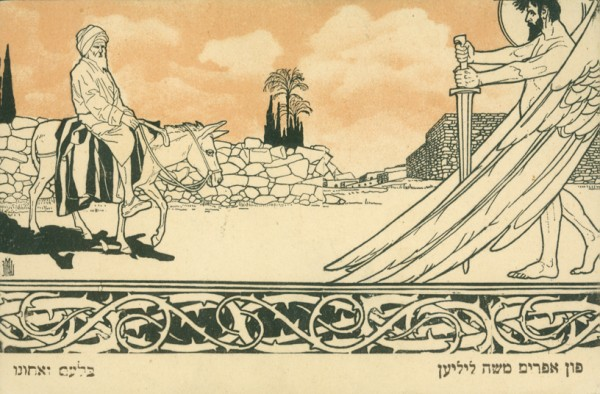
Balaam y su burra, [1908]
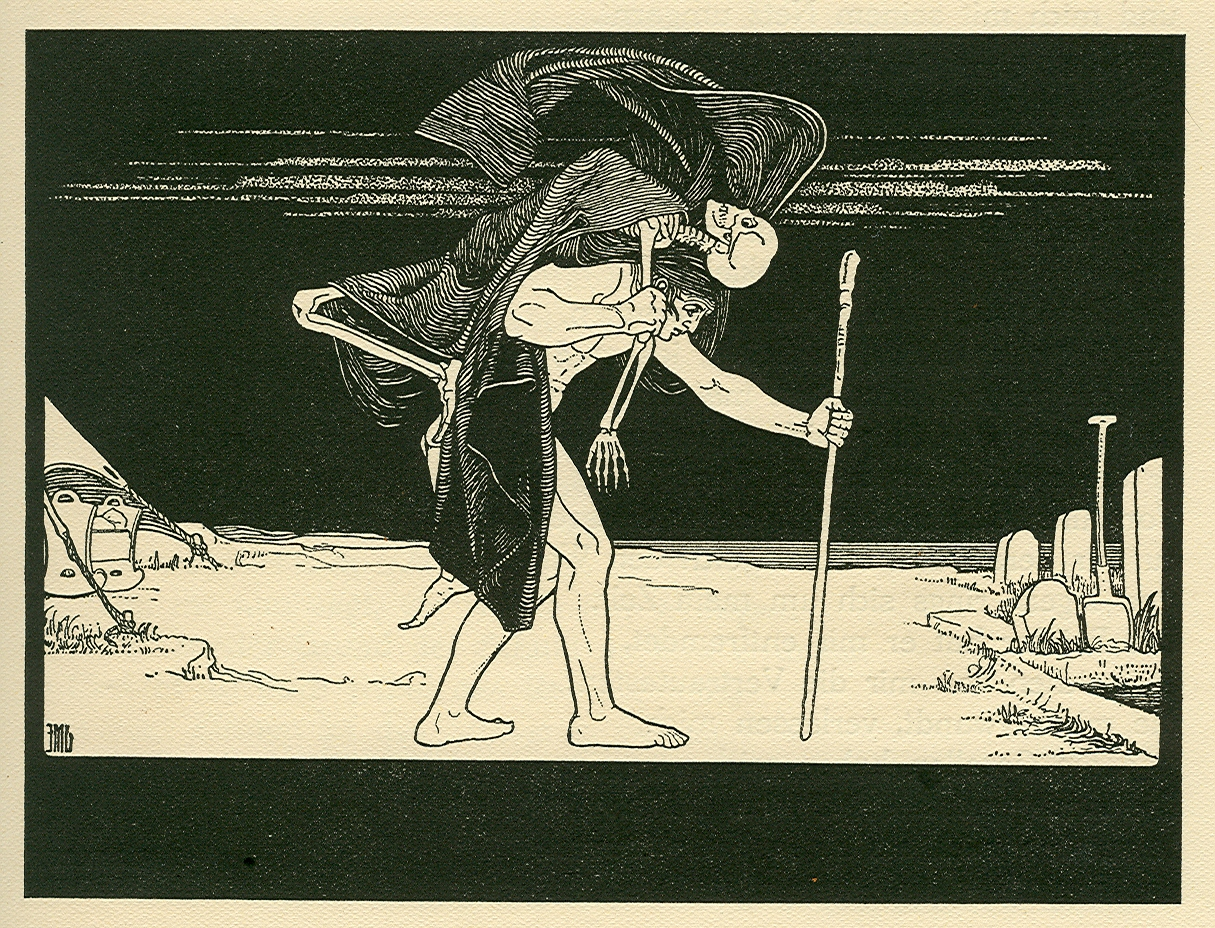
Dybbuk, representado en el "Libro de Job" (Los libros de la Biblia; Die Bücher der Bibel), [1908]
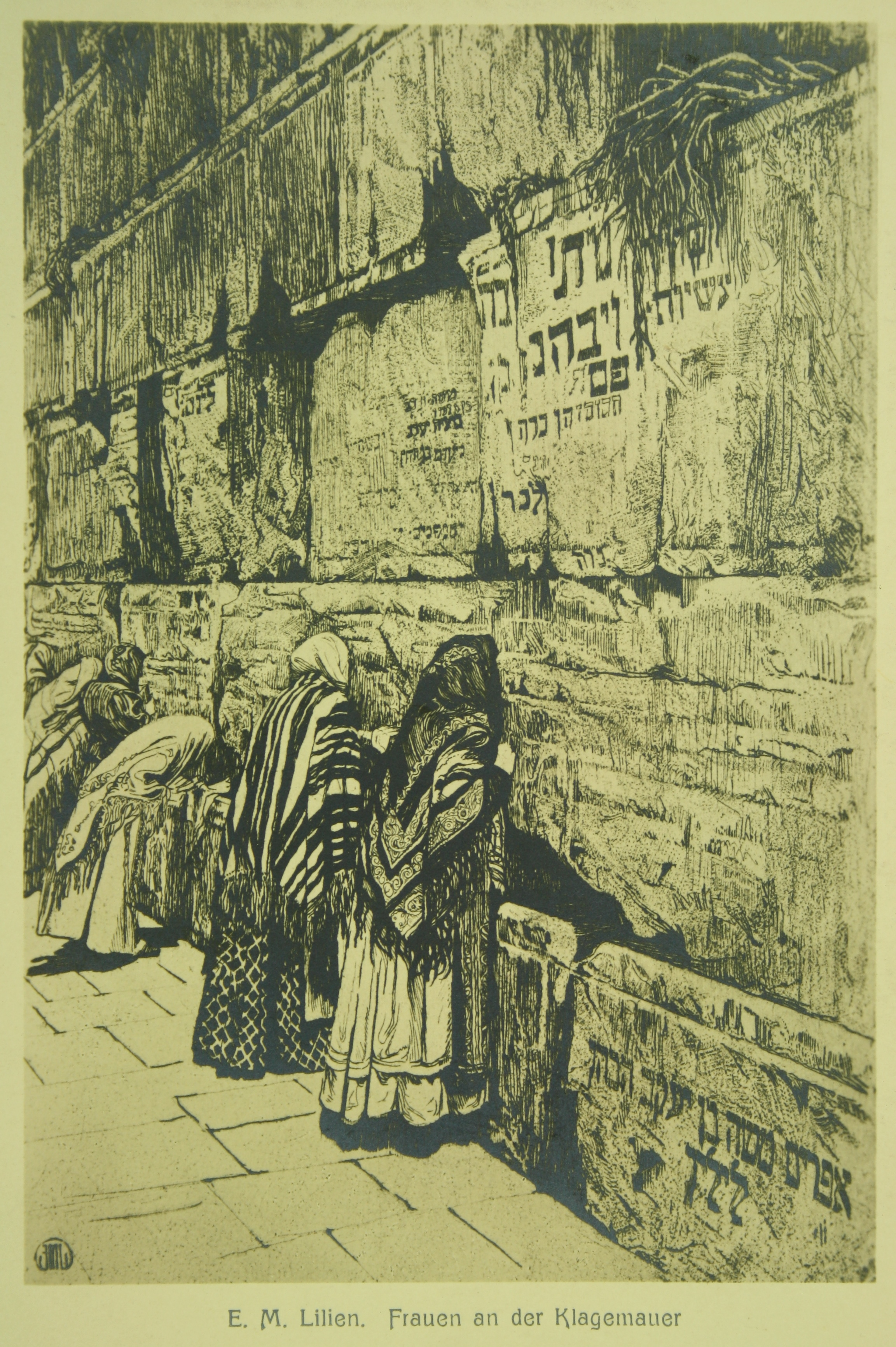
Kotel (Muro de las Lamentaciones), 1910. Biblioteca Nacional de Israel, Jerusalén
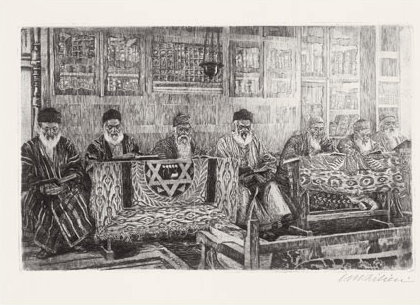
En la biblioteca, grabado, 1915
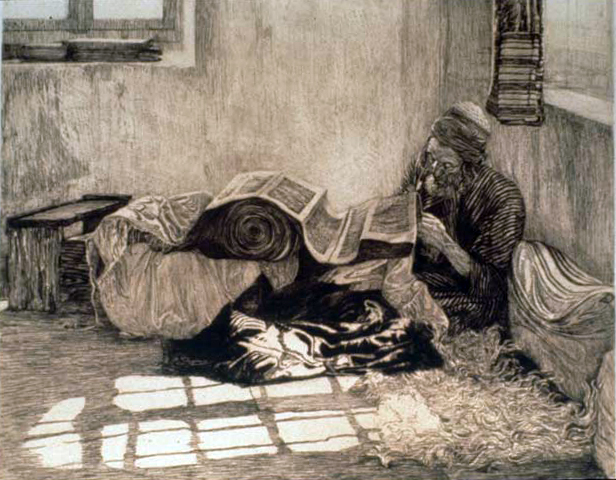
Sofer de la Torá, cosiendo sus pergaminos, grabado, 1915
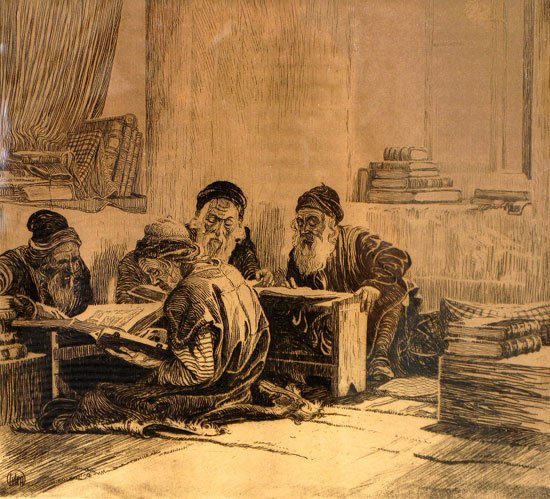
Los estudiosos del Talmud, grabado, 1915
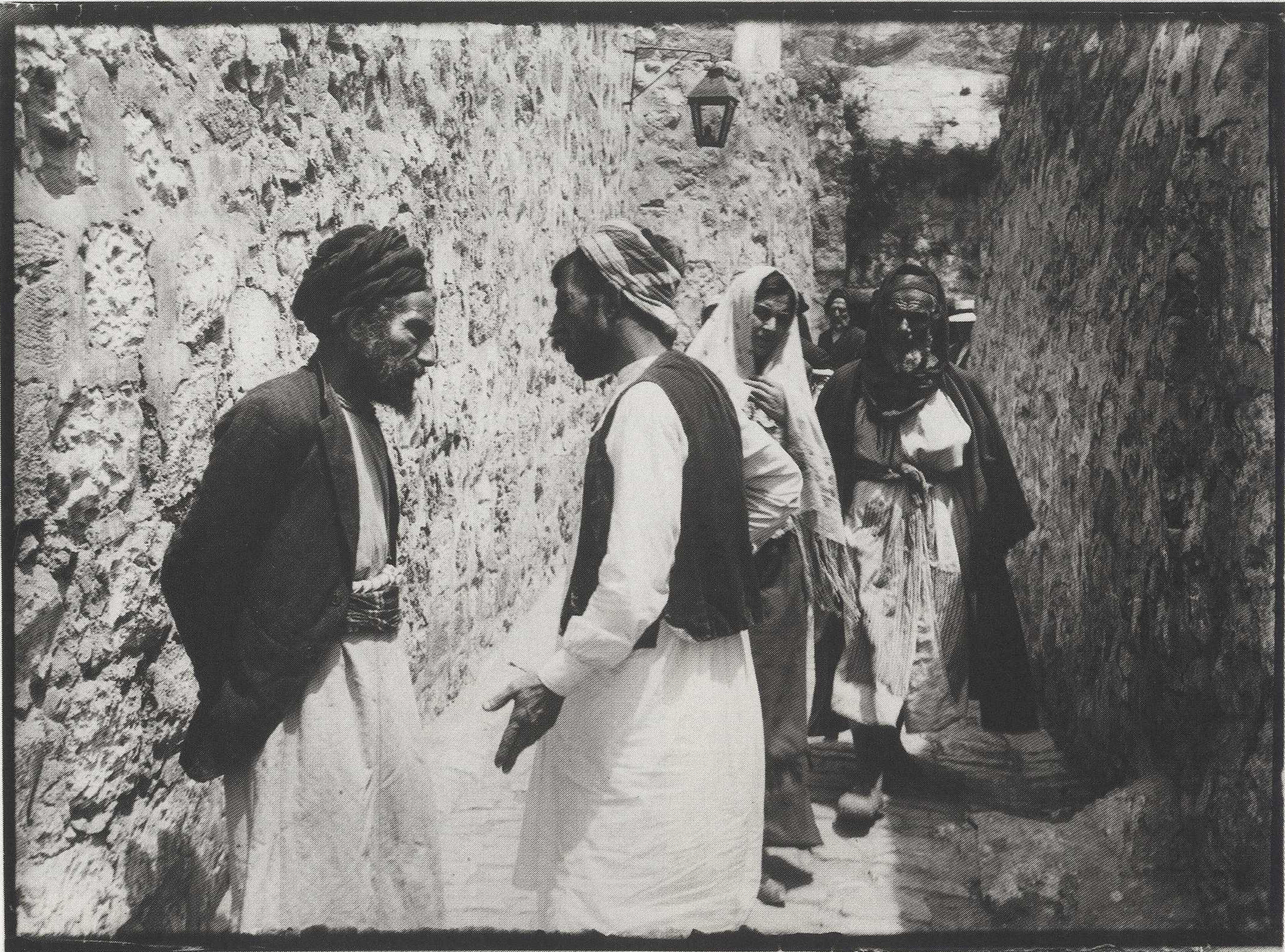
Figuras en un pasaje, fotografía, c. 1918
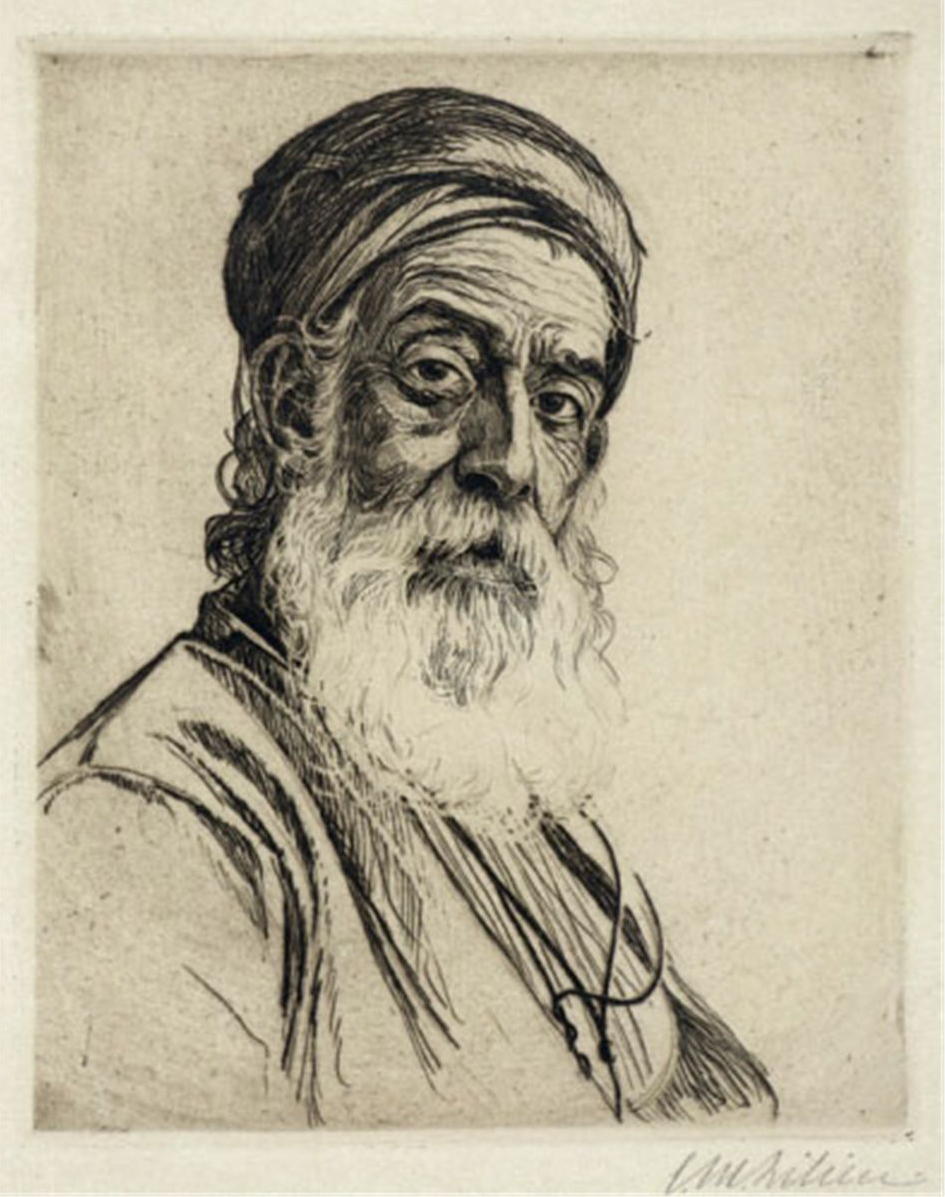
El samaritano, grabado, c. 1920